# Formalismo (literatura)
El formalismo, en teoría literaria, se refiere a los enfoques críticos que analizan, interpretan o evalúan las características estructurales inherentes de un texto en particular. 
En el estudio de un texto no debe tenerse en cuenta ninguna influencia exterior. El formalismo rechaza o, a veces, simplemente pone entre paréntesis, es decir, ignora con fines de análisis, las nociones de cultura o influencia social, autoría o contenido, y en su lugar se centra en modos, géneros, discursos y formas.

## Características
Entre sus características se incluyen no solo la gramática y la sintaxis, sino también ayudas literarias como la métrica y las figuras. El enfoque formalista resta importancia al contexto histórico, biográfico y cultural de un texto.
El formalismo saltó a la fama a principios del siglo XX como reacción a las teorías románticas de la literatura, que se centraban en el artista y el genio creativo individual, poniendo una vez más el propio texto en el centro de atención para mostrar que estaba en deuda con las formas y otras obras que lo habían precedido. En particular, se enfatizó la lectura minuciosa (particularmente en poesía) para descubrir cómo una obra literaria funcionaba como un libro independiente y autónomo.
Se desarrollaron, principalmente, tres escuelas de crítica literaria formalista, el formalismo ruso de la década de 1920, la New criticism (Nueva crítica) angloamericana en las décadas de 1940 y 1950 y la Nouvelle critique francesa de la década de 1960. El formalismo fue el modo dominante del estudio literario académico en Estados Unidos, al menos desde el final de la Segunda Guerra Mundial hasta la década de 1970, especialmente como se plasma en la Teoría de la literatura (Theory of Literature) de René Wellek y Austin Warren (1948, 1955, 1962).

## Pedagogía
William H. Thelin critica el enfoque de Maxine Hairston para enseñar composición desde un punto de vista actual-tradicional, que mezcla con lo político. Afirma que 'No importa cuán sólida sea la política... el estudiante no tendría más remedio que regurgitar ese dogma en los términos más claros posibles y cambiar la atención hacia cuestiones de estructura y corrección'.
Mary Ann Cain escribe que “el formalismo afirma que el texto se sostiene por sí mismo como una entidad completa, aparte del escritor que lo produjo”. Además, Cain dice que “uno puede considerar los productos textuales como enseñables y aun así sostener que ser escritor es un acto 'natural', uno que no está sujeto a instrucción. La composición, como la escritura creativa, ha florecido bajo el supuesto de que los estudiantes ya son escritores, o tienen la capacidad de aprender, y que todos deberían ser escritores. Sin embargo, las preguntas que la composición tiende a plantear dentro de esta suposición no son tanto sobre qué aspectos de la escritura se pueden enseñar o no, sino cómo se puede enseñar la escritura y bajo qué condiciones.
Con respecto a la composición formalista, uno debe preguntarse: “¿Hasta qué punto es real esta 'necesidad' de 'discurso académico', más de lo que es real la necesidad de más 'escritura imaginativa', excepto para realizar alguna función, para hacer algo? ?”.

## Investigación
La investigación del formalismo implica estudiar las formas en que los estudiantes presentan su escritura. Algunas formas en que se lleva a cabo la investigación del formalismo implican permitir que el texto hable a los lectores en lugar de eliminar el significado no intencionado en una pieza escrita.